# Nullemont
Nullemont est une commune française située dans le département de la Seine-Maritime en région Normandie.

## Géographie

### Description
Nullemont est un village rural normand du Pays de Bray situé à 15 km à l'est de Neufchâtel-en-Bray, 49 km au sud-ouest d'Amiens, 43 km au sud-est de Dieppe et du littoral de la Manche, et à 55 km au nord-est de Rouen.
Il est aisément accessible par l'autoroute A29 et l'ancienne route nationale 29 (actuelle RD 929, qui relie Rouen à Amiens).

### Communes limitrophes
|                       | Landes-Vieilles-et-Neuves |         |
| Le Caule-Sainte-Beuve | Nullemont                 | Marques |
|                       | Illois                    |         |

### Hydrographie
La commune est située dans le bassin Seine-Normandie. Elle n'est drainée par aucun cours d'eau,.

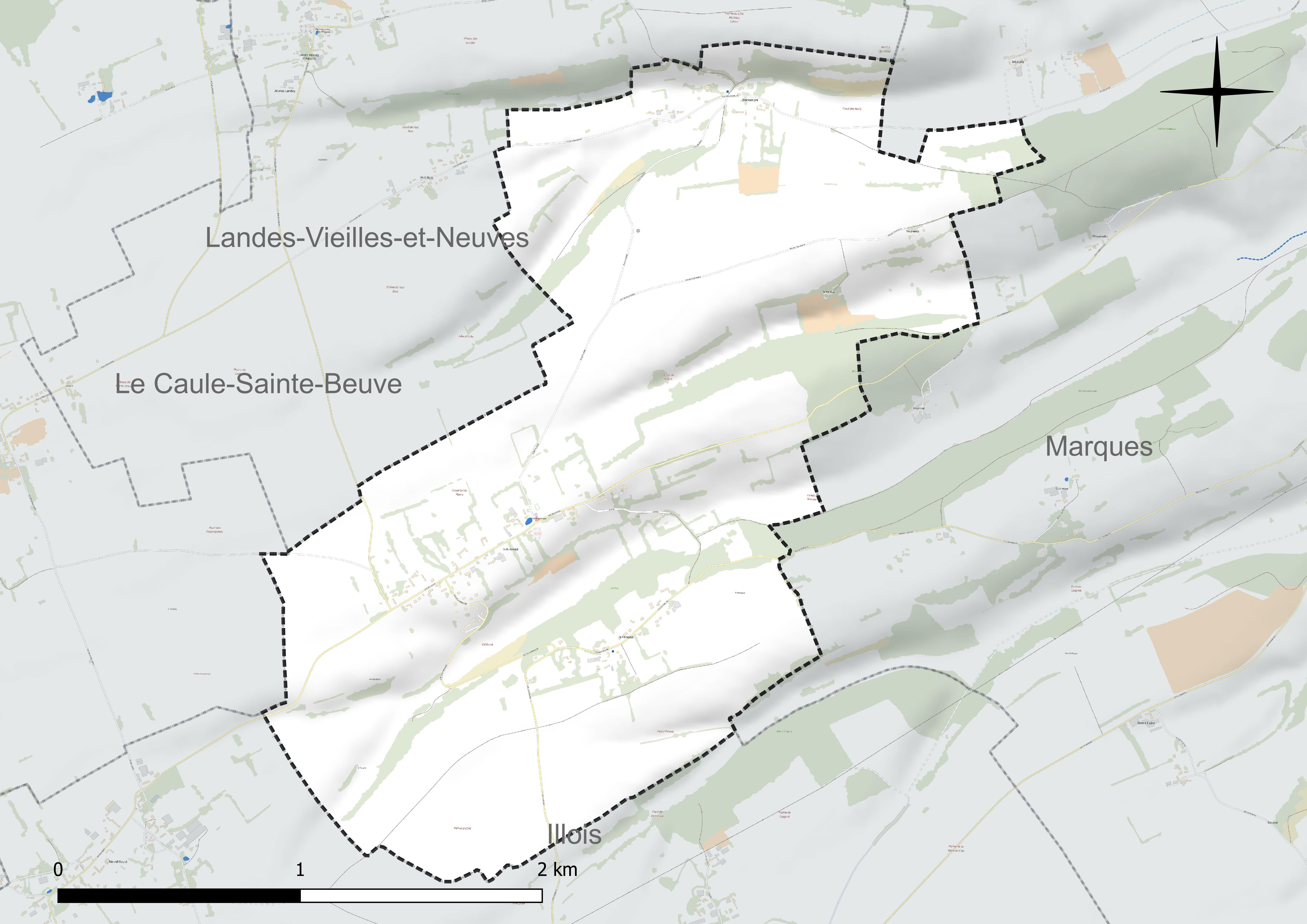
Réseau hydrographique de Nullemont.

### Climat
Pour des articles plus généraux, voir Climat de la Normandie et Climat de la Seine-Maritime.
En 2010, le climat de la commune est de type climat océanique dégradé des plaines du Centre et du Nord, selon une étude du CNRS s'appuyant sur une série de données couvrant la période 1971-2000. En 2020, Météo-France publie une typologie des climats de la France métropolitaine dans laquelle la commune est exposée à un climat océanique et est dans la région climatique Côtes de la Manche orientale, caractérisée par un faible ensoleillement (1 550 h/an) ; forte humidité de l’air (plus de 20 h/jour avec humidité relative > 80 % en hiver), vents forts fréquents. Parallèlement le GIEC normand, un groupe régional d’experts sur le climat, différencie quant à lui, dans une étude de 2020, trois grands types de climats pour la région Normandie, nuancés à une échelle plus fine par les facteurs géographiques locaux. La commune est, selon ce zonage, exposée à un « climat contrasté des collines », correspondant au Pays de Bray, bien arrosé et frais.
Pour la période 1971-2000, la température annuelle moyenne est de 9,7 °C, avec une amplitude thermique annuelle de 14,7 °C. Le cumul annuel moyen de précipitations est de 880 mm, avec 13,5 jours de précipitations en janvier et 8,9 jours en juillet. Pour la période 1991-2020, la température moyenne annuelle observée sur la station météorologique la plus proche, située sur la commune de Bouelles à 12 km à vol d'oiseau, est de 10,7 °C et le cumul annuel moyen de précipitations est de 838,4 mm,. Pour l'avenir, les paramètres climatiques de la commune estimés pour 2050 selon différents scénarios d’émission de gaz à effet de serre sont consultables sur un site dédié publié par Météo-France en novembre 2022.

## Urbanisme

### Typologie
Au 1er janvier 2024, Nullemont est catégorisée commune rurale à habitat dispersé, selon la nouvelle grille communale de densité à sept niveaux définie par l'Insee en 2022.
Elle est située hors unité urbaine et hors attraction des villes,.

### Occupation des sols
L'occupation des sols de la commune, telle qu'elle ressort de la base de données européenne d’occupation biophysique des sols Corine Land Cover (CLC), est marquée par l'importance des territoires agricoles (88,5 % en 2018), une proportion identique à celle de 1990 (88,5 %). La répartition détaillée en 2018 est la suivante : 
terres arables (47,8 %), prairies (38,1 %), forêts (7,1 %), zones urbanisées (4,3 %), zones agricoles hétérogènes (2,6 %). L'évolution de l’occupation des sols de la commune et de ses infrastructures peut être observée sur les différentes représentations cartographiques du territoire : la carte de Cassini (XVIIIe siècle), la carte d'état-major (1820-1866) et les cartes ou photos aériennes de l'IGN pour la période actuelle (1950 à aujourd'hui).

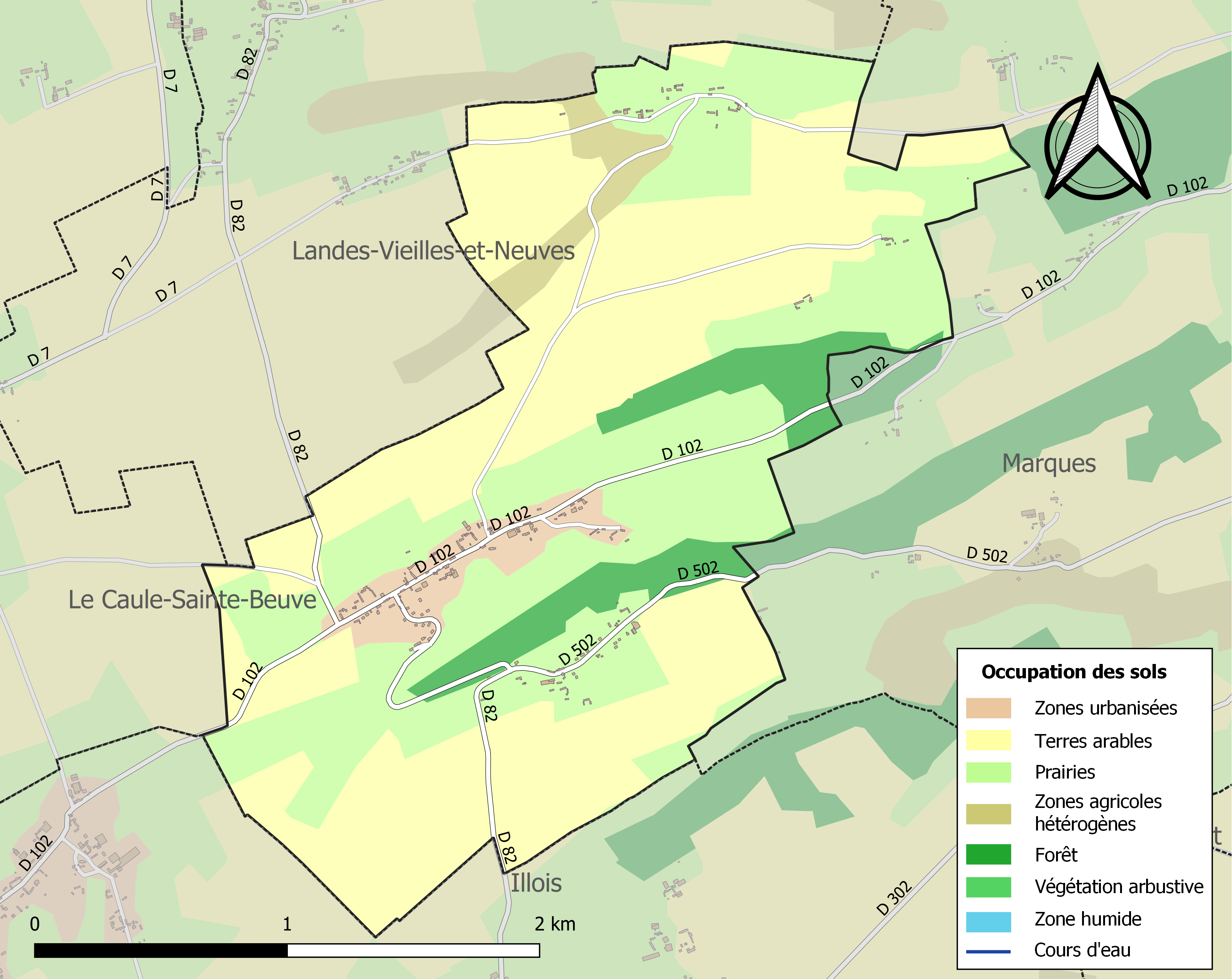
Carte des infrastructures et de l'occupation des sols de la commune en 2018 (CLC).

### Hameaux et écarts
La commune comprend plusieurs hameaux et écarts : Bernompré, Tous-vents, le Val Gay et le Forestel.

## Toponymie
Le nom de la localité est attesté sous les formes, Nuillemont et Nullemont au XIIe siècle.

## Politique et administration

### Rattachements administratifs et électoraux
Rattachements administratifs
La commune se trouve depuis 1926 dans l'arrondissement de Dieppe du département de la Seine-Maritime.
Elle faisait partie depuis 1793 du canton d'Aumale. Dans le cadre du redécoupage cantonal de 2014 en France, cette circonscription administrative territoriale a disparu, et le canton n'est plus qu'une circonscription électorale.
Rattachements électoraux
Pour les élections départementales, la commune fait partie depuis 2014 du canton de Gournay-en-Bray
Pour l'élection des députés, elle fait partie de la sixième circonscription de la Seine-Maritime.

### Intercommunalité
Nullemont était membre de la communauté de communes du canton d'Aumale, un établissement public de coopération intercommunale (EPCI) à fiscalité propre créé fin 2001 et auquel la commune avait transféré un certain nombre de ses compétences, dans les conditions déterminées par le code général des collectivités territoriales.
Dans le cadre des dispositions de la loi portant nouvelle organisation territoriale de la République du 7 août 2015, qui prévoit que les établissements publics de coopération intercommunale (EPCI) à fiscalité propre doivent avoir un minimum de 15 000 habitants, cette intercommunalité a fusionné avec sa voisine pour former, le 1er janvier 2017, la communauté   de communes interrégionale Aumale - Blangy-sur-Bresle dont est désormais membre la commune.

### Liste des maires
| Période                                  | Période                     | Identité                           | Étiquette | Qualité                                                                               |
| ---------------------------------------- | --------------------------- | ---------------------------------- | --------- | ------------------------------------------------------------------------------------- |
| 1794                                     | 1795                        | Jean Jacques Foulon                |           |                                                                                       |
| 1800                                     | 1808                        | Jacques Théodore Foulon            |           |                                                                                       |
| Les données manquantes sont à compléter. |                             |                                    |           |                                                                                       |
| 1811                                     | 1816                        | Wilbrode Casimir Blondin de St Cyr |           |                                                                                       |
| 1817                                     | 1826                        | Jacques Théodore Foulon            |           |                                                                                       |
| Les données manquantes sont à compléter. |                             |                                    |           |                                                                                       |
| 1830                                     | 1840                        | Ambroise Aimé Cailleux             |           |                                                                                       |
| 1841                                     | 1849                        | Romain Désiré Boutin               |           |                                                                                       |
| 1849                                     | 1859                        | Antoine Hyacinthe Foulon           |           |                                                                                       |
| 1859                                     | 1888                        | Adolphe Isidore Petit              |           |                                                                                       |
| 1888                                     | 1904                        | Oscar Petit                        |           |                                                                                       |
| 1904                                     | 1913                        | Vespasien Poiret                   |           |                                                                                       |
| 1913                                     | 1922                        | Ernest Touzard                     |           |                                                                                       |
| 1922                                     | 1935                        | Rodolphe Leroy                     |           |                                                                                       |
| 1935                                     | 1942                        | Gaston Bourgois                    |           |                                                                                       |
| 1942                                     | 1959                        | Emile Letellier                    |           |                                                                                       |
| 1959                                     | 1995                        | André Bourgois                     |           |                                                                                       |
| 1995                                     | En cours (au 1er juin 2020) | Joël Milon                         |           | Retraité Président du regroupement scolaire (en 2020) Réélu pour le mandat 2020-2026, |

## Population et société

### Démographie
L'évolution du nombre d'habitants est connue à travers les recensements de la population effectués dans la commune depuis 1793. Pour les communes de moins de 10 000 habitants, une enquête de recensement portant sur toute la population est réalisée tous les cinq ans, les populations de référence des années intermédiaires étant quant à elles estimées par interpolation ou extrapolation. Pour la commune, le premier recensement exhaustif entrant dans le cadre du nouveau dispositif a été réalisé en 2006.

En 2022, la commune comptait 150 habitants, en évolution de +9,49 % par rapport à 2016 (Seine-Maritime : +0,35 %, France hors Mayotte : +2,11 %).
| 1793 | 1800 | 1806 | 1821 | 1831 | 1836 | 1841 | 1846 | 1851 |
| ---- | ---- | ---- | ---- | ---- | ---- | ---- | ---- | ---- |
| 200  | 197  | 239  | 241  | 229  | 243  | 249  | 231  | 222  |

| 1856 | 1861 | 1866 | 1872 | 1876 | 1881 | 1886 | 1891 | 1896 |
| ---- | ---- | ---- | ---- | ---- | ---- | ---- | ---- | ---- |
| 227  | 233  | 230  | 215  | 188  | 196  | 189  | 183  | 172  |

| 1901 | 1906 | 1911 | 1921 | 1926 | 1931 | 1936 | 1946 | 1954 |
| ---- | ---- | ---- | ---- | ---- | ---- | ---- | ---- | ---- |
| 160  | 170  | 175  | 161  | 161  | 149  | 147  | 135  | 130  |

| 1962 | 1968 | 1975 | 1982 | 1990 | 1999 | 2006 | 2011 | 2016 |
| ---- | ---- | ---- | ---- | ---- | ---- | ---- | ---- | ---- |
| 149  | 146  | 146  | 135  | 109  | 102  | 111  | 139  | 137  |

| 2021 | 2022 | - | - | - | - | - | - | - |
| ---- | ---- | - | - | - | - | - | - | - |
| 144  | 150  | - | - | - | - | - | - | - |

### Enseignement
Les enfants de la commune sont scolarisés au sein d'un regroupement pédagogique intercommunal (RPI) qui réunit Nullemont, Marques, Ellecourt et Morienne Nullemont accueille en 2019 l'école maternelle

### Autres équipements
En 2021, la commune construit une nouvelle salle des fêtes de 171 m2 qui remplace l'ancien équipement, vétuste et qui ne respectait pas les normes actuelles, notamment d'accessibilité, et qui datait des années 1920.

## Culture locale et patrimoine

### Lieux et monuments

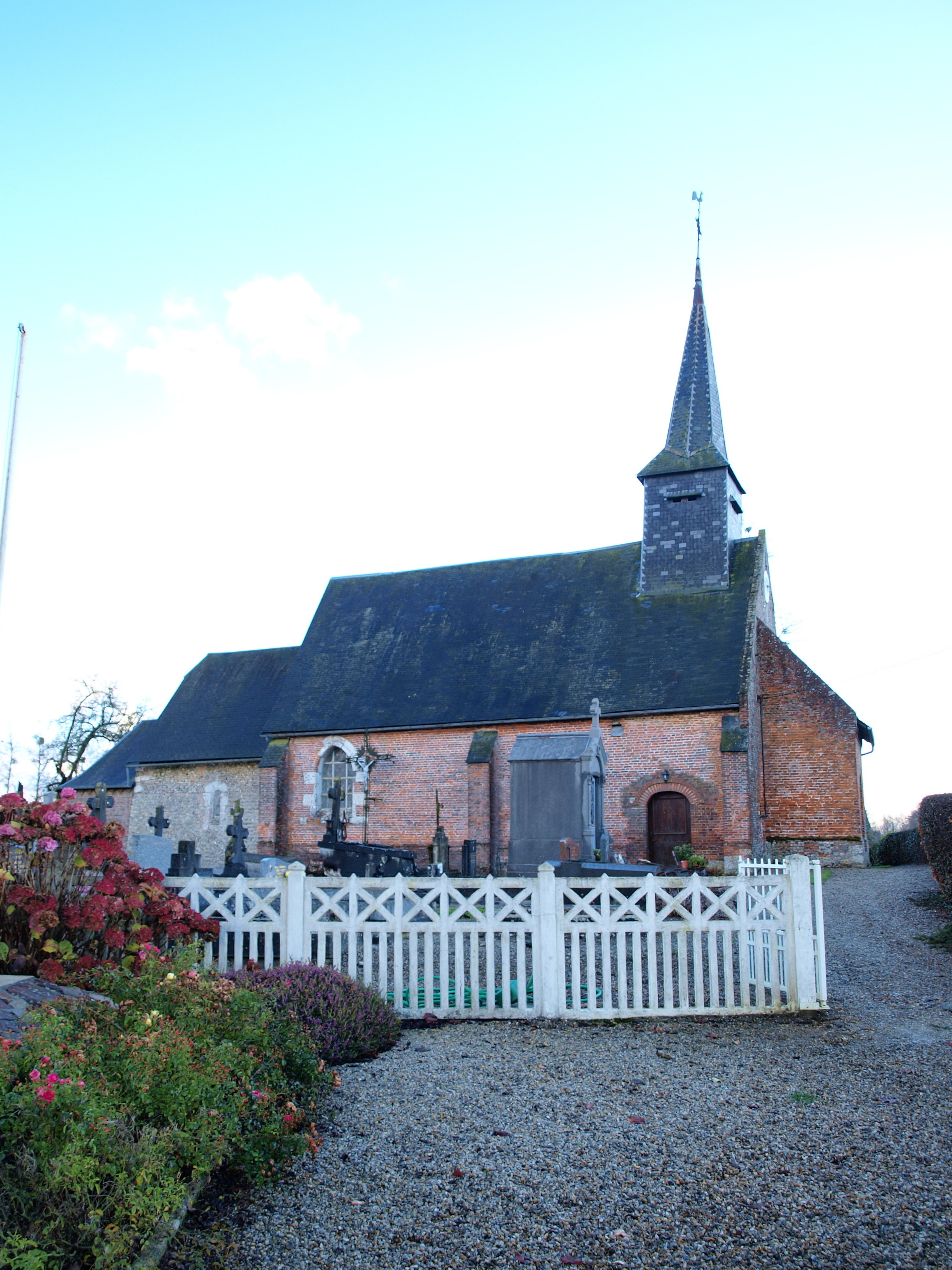
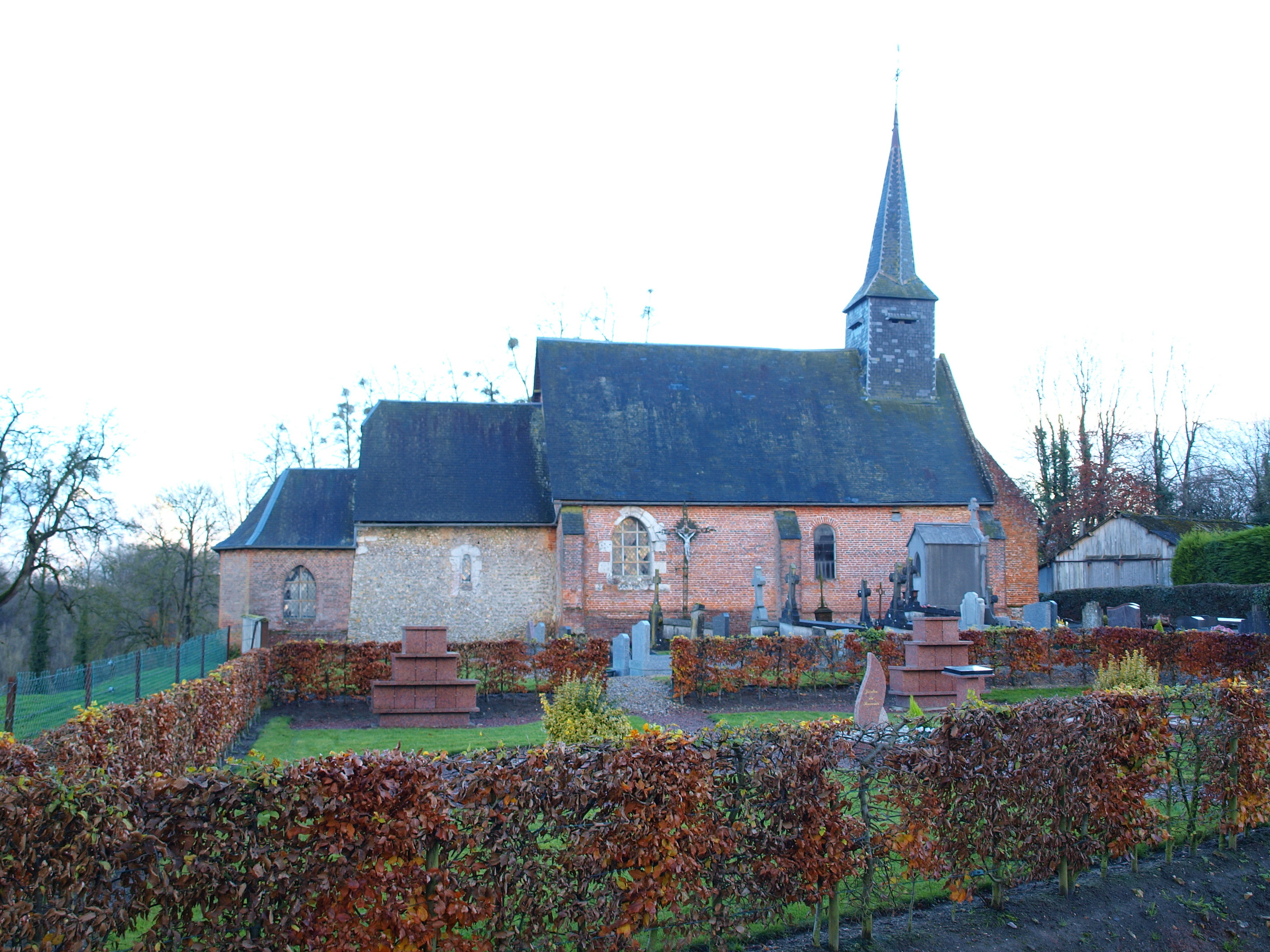
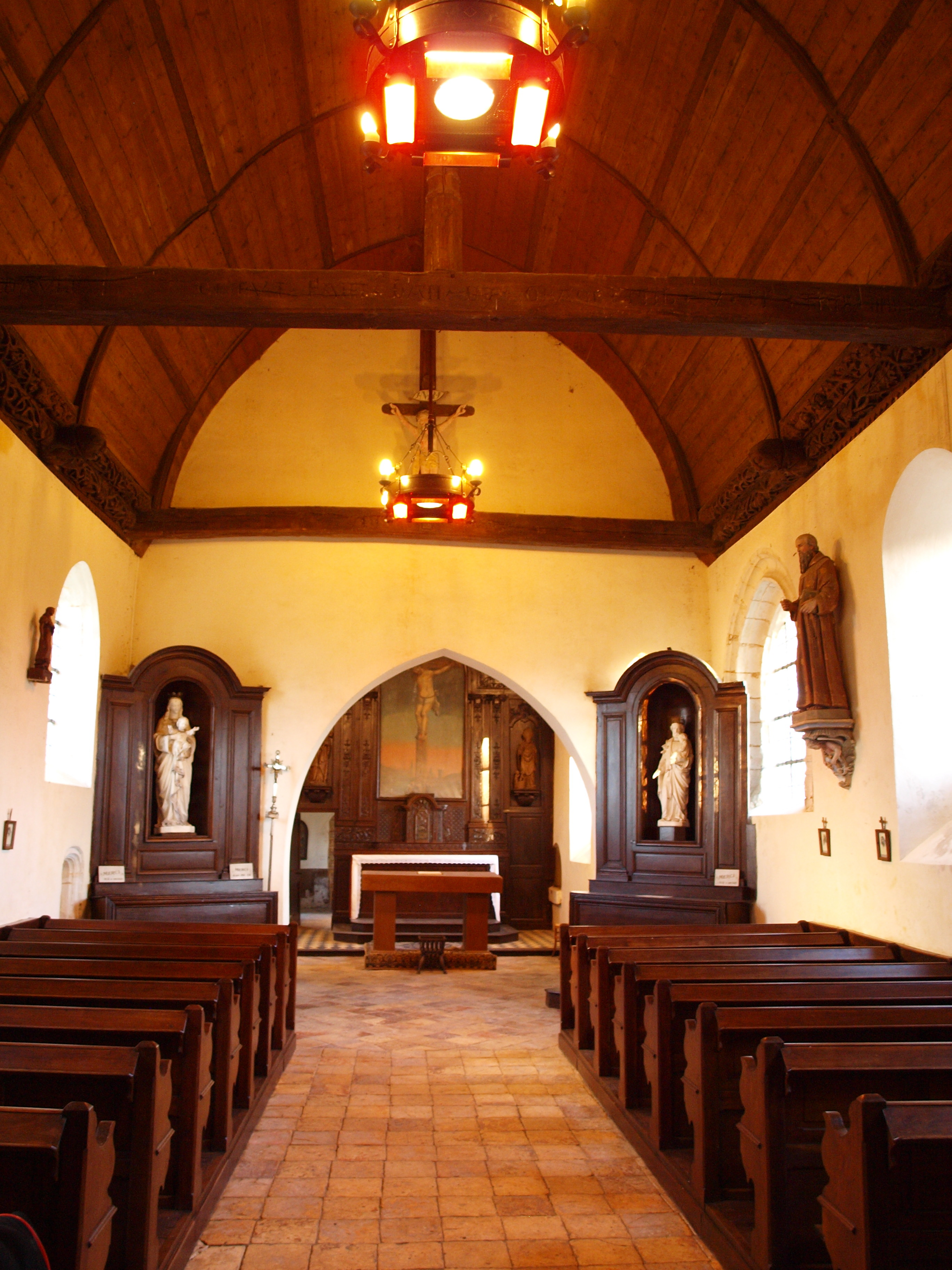
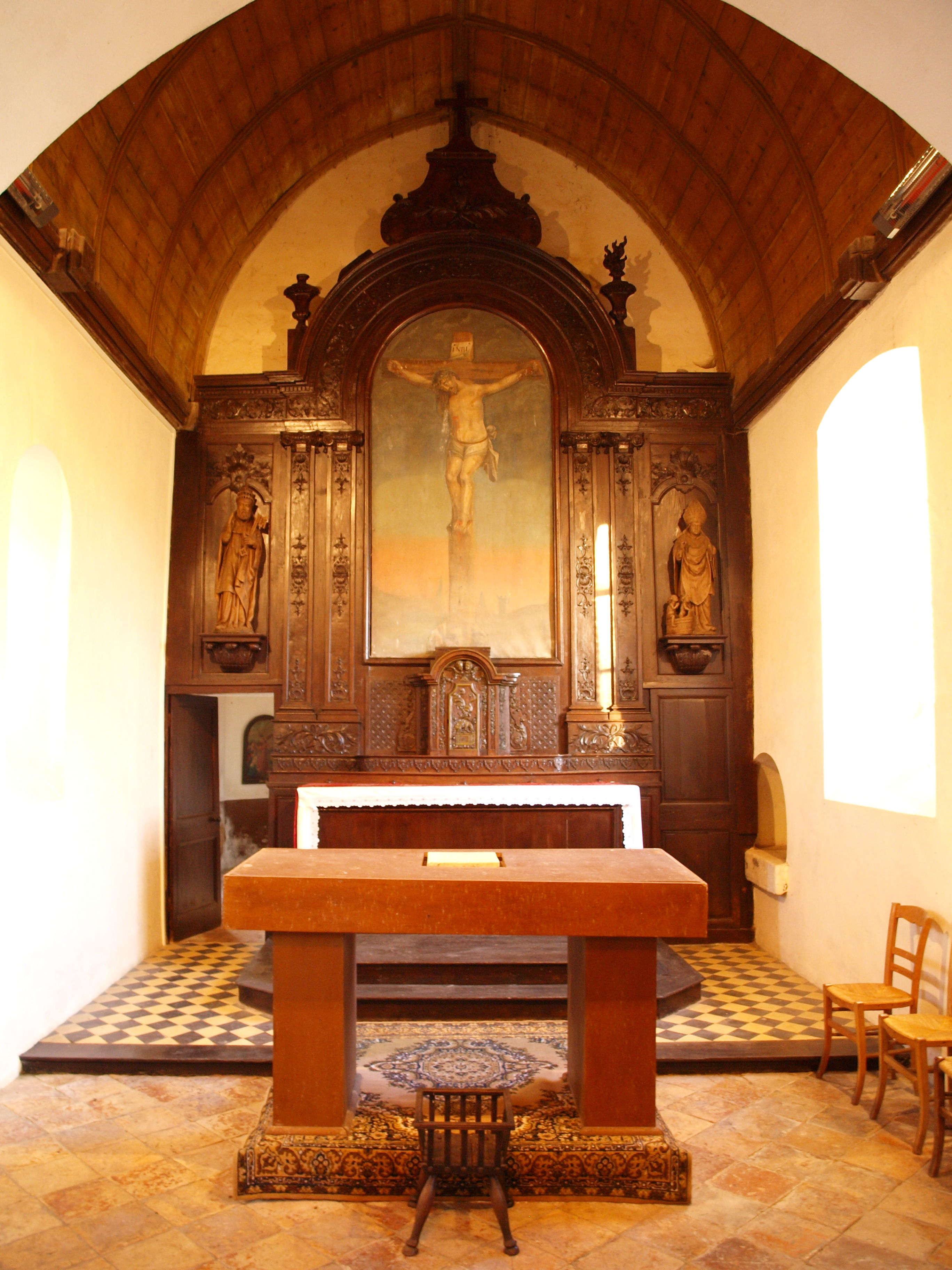
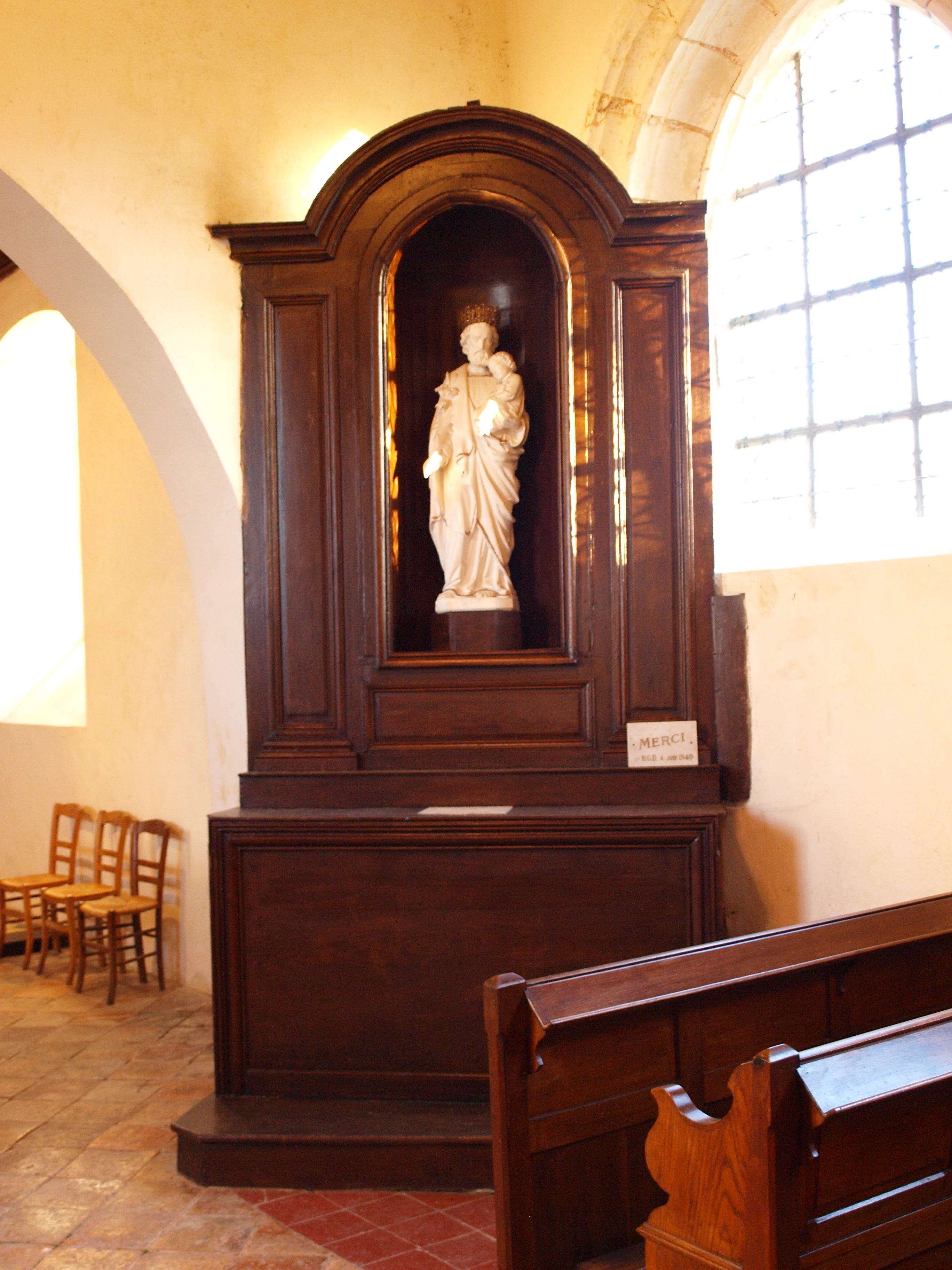
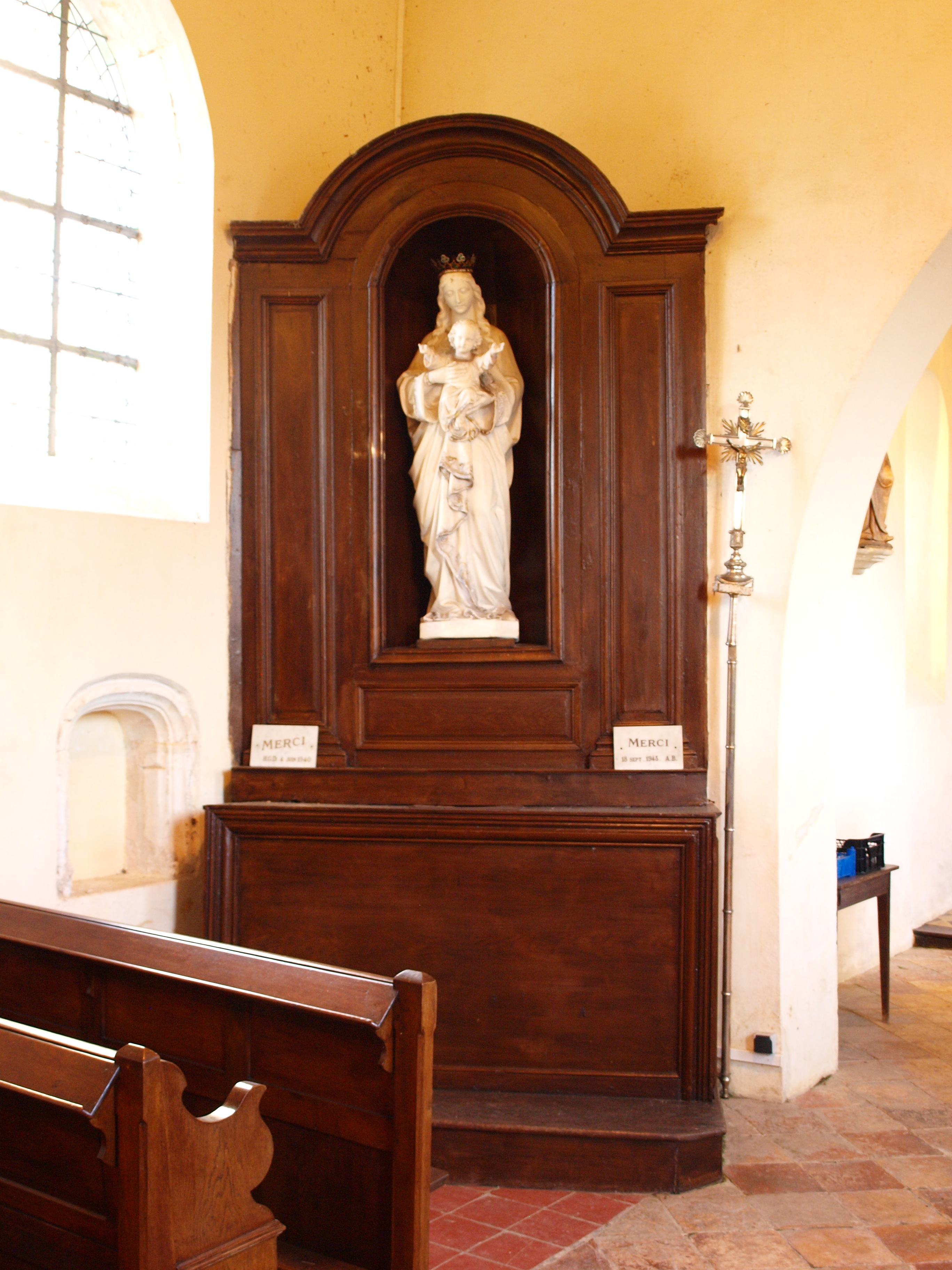
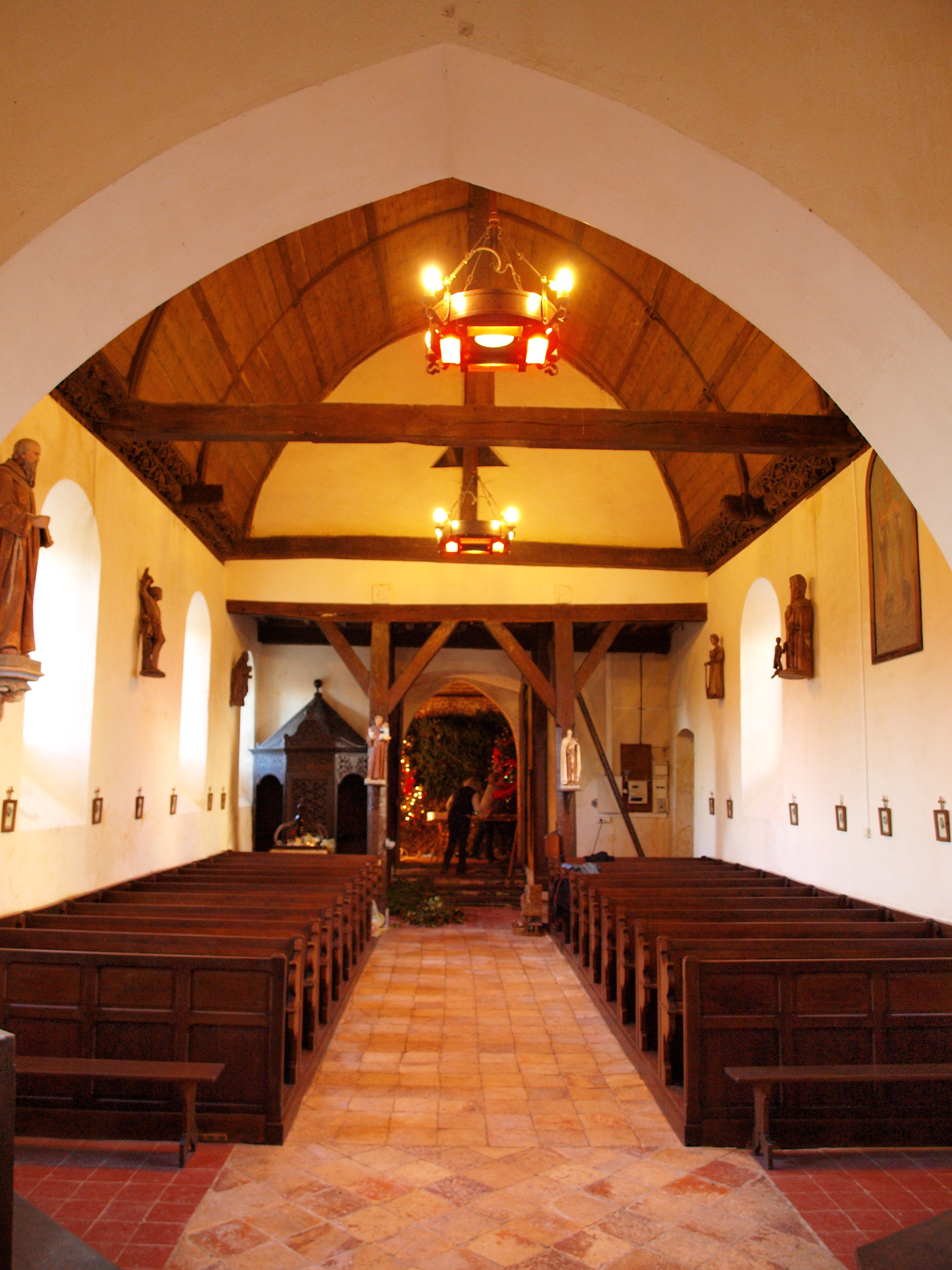

- Église Saint-Pierre.

### Personnalités liées à la commune
- Jean Jacques Caron (1760-1849), abbé, officier de l'université, ancien professeur au collège royal de Versailles, chevalier de la Légion d'honneur, né à Nullemont[24].
- Lucien Joseph Barthélémy Delahaye (1774-1828), sous-lieutenant de dragons, chevalier de la Légion d'honneur, né à Nullemont[25].
- Louis Henri Vital de Brossard (1783-1856), comte, brigadier de dragons, chevalier de la Légion d'honneur, né à Nullemont[26].

### Héraldique
| Blason de Nullemont | Blason  | D'azur à la croix d'argent décentrée à dextre et en pointe, cantonnée en chef et à senestre de quatre tours du même. |
| Blason de Nullemont | Détails | Adopté par la municipalité.                                                                                          |